# Maria-gléta
Maria-gléta est un quartier situé dans l'arrondissement de Togba dans la commune d'Abomey-Calavi dans le département de l'Atlantique.

## Histoire
Maria-gléta fait partie des 11 quartiers et villages qui composent l'arrondissement de Togba. Ce quartier est connu parce qu'il abrite la plus grande centrale thermique du Bénin,,,.